# Jean-Noël Luc
Pour les articles homonymes, voir Luc.
Jean-Noël Luc, né en 1950, est un historien français.
Il est spécialiste d'histoire de l'éducation et d'histoire de la force publique, notamment de la Gendarmerie nationale.

## Biographie
Ancien élève de l'École normale supérieure de Saint-Cloud (1969 L) et agrégé d'histoire en 1972, il est l'auteur de deux thèses consacrées à l'histoire de la Révolution française (Paysans et droits féodaux en Charente-Inférieure pendant la Révolution française, 1978) ainsi qu'à l'histoire de l'enfance et de l'éducation (L’invention du jeune enfant au XIXe siècle : de la salle d’asile à l’école maternelle (1826-1887), thèse d'État, 1994), cette dernière étant dirigée par Antoine Prost à l'université Paris 1.
Professeur émérite d'histoire contemporaine à l'université Paris-Sorbonne, il  a dirigé, pendant vingt ans, un séminaire sur l’histoire de la jeunesse et de l’éducation et un autre sur l’histoire de la sécurité et des forces de l’ordre, principalement la Gendarmerie nationale.
Il a présidé l'Association des historiens contemporanéistes de l'enseignement supérieur et de la recherche (AHCESR) entre 2007 et 2010 . Il préside le conseil scientifique du Pôle de Conservation des Archives des Associations de Jeunesse et d’Éducation Populaire (PAJEP)  et celui du Musée de la Gendarmerie nationale .
Il dirige ou a dirigé 46 thèses de doctorat, notamment sur l'enfance, les enseignants, la police et la gendarmerie.
Quatre de ses anciens étudiants, Arnaud-Dominique Houte, Aurélien Lignereux, Jean Le Bihan et Jean-François Condette, ont publié en 2023 des mélanges en son honneur, Former, encadrer, surveiller. Documents d'histoire sociale de la France contemporaine (XIXe – XXIe siècles) aux éditions PUR.
En décembre 2024, il devient président du conseil scientifique de la recherche historique de la défense.

## Publications

### Sur l'histoire de l'enfance et de la préscolarisation
- La Petite enfance à l’école. XIXe – XXe siècles, Textes officiels présentés et annotés, Paris, Economica, 1982
- Statistiques de l’enseignement préélémentaire (1833-1985), chapitre I « de L’enseignement primaire et ses extensions. XIXe – XXe siècles » (avec Jean-Pierre Briand, Jean-Michel Chapoulie, Françoise Huguet et Antoine Prost), Paris, Economica, 1987, 277 p.  (ISBN 978-2717811735)
- (sous la direction de J.-N. Luc), L’École maternelle en Europe, XIXe – XXe siècle, Histoire de l’Éducation, no 82, 1999
- L’Invention du jeune enfant au XIXe siècle : de la salle d’asile à l’école maternelle, Paris, Belin, 1997 (Coll. Histoire et société) 2e éd 1999, 512 p.
- Avec Jean-Pierre Bardet, Isabelle Robin-Romero et Catherine Rollet, Lorsque l'enfant grandit. Entre dépendance et autonomie, PUPS, 2003, 983 p.  (ISBN 978-2840502241)

### Sur l'histoire de l'enseignement
- Avec Alain Barbé, Des Normaliens. Histoire de l’École normale supérieure de Saint-Cloud, Paris, Presses de la Fondation nationale des sciences politiques, 1982, 323 p.  (ISBN 978-2724604672)
- La Statistique de l’enseignement primaire aux XIXe et XXe siècles. Politique et mode d’emploi, Paris, Economica, 1985, 242 p.  (ISBN 978-2717809060)
- Avec Anne-Marie Châtelet et Dominique Lerch, L'école en plein air : Open-Air Schools : Une expérience pédagogique et architecturale dans l'Europe du XXe siècle : An Educational and Architectural Venture in Twentieth-Century Europe, Recherches; Bilingual édition, 2003, Français, Anglais, 432 p.  (ISBN 978-2862220444)
- Avec Pierre Caspard et Philippe Savoie, Lycées, lycéens, lycéennes : Deux siècles d'histoire, INRP, 2005, 485 p.  (ISBN 978-2734210177)
- Avec Gilbert Nicolas, Le Temps de l’École. De la maternelle au lycée, 1880-1960, Paris, Éditions du Chêne-Hachette, 2006, 311 p.
- Avec Jean-François Condette et Yves Verneuil, Histoire de l'enseignement en France - XIXe – XXIe siècle Armand Colin, août 2020, 416 p.  (ISBN 978-2200613334)

### Sur l'histoire de la Gendarmerie
- (sous la dir. de J.-N. Luc), Gendarmerie, État et société au XIXe siècle, Paris, Publications de la Sorbonne, 2002. 510 p.  (ISBN 9782859444495)
- (sous la dir. de J.-N. Luc), Histoire de la maréchaussée et de la gendarmerie. Guide de recherche, Maisons-Alfort, Service Historique de la Gendarmerie Nationale et La Documentation Française, 2005, 1 105 p.  (ISBN 978-2110951304) ;
- (sous la dir. de J.-N. Luc), Soldats de la loi. La gendarmerie au xxe siècle, Paris, Presses de l'Université Paris-Sorbonne, 2010, 534 p.  (ISBN 978-2840506935) ;
- (sous la dir. de J.-N. Luc et A.-D. Houte), Les Gendarmeries dans le monde de la Révolution française à nos jours, Paris, PUPS, 2016, 414 p.  (ISBN 979-1023105209) ;
- (sous la dir. de J.-N. Luc), Histoire des gendarmes, de la maréchaussée à nos jours, Paris, Nouveau monde poche, 2016. 447 p.  (ISBN 978-2369422372) ;

### Sur la police judiciaire
- Avec Jean-Claude Farcy et Dominique Kalifa, L'Enquête judiciaire au XIX e siècle, Créaphis, 2007, 392 p.  (ISBN 978-2913610927).

### Autres publications
Voir son CV.